# Talimardschan-Stausee
Der Talimardschan-Stausee ist ein Wasserreservoir am Amudarja in Usbekistan. Die usbekische Bezeichnung der Stauanlage lautet Tolimarjon Suv Ombori, die russische ist Талимарджанское водохранилище Talimardschanskoje wodochranilischtsche. Weitere Namensvarianten sind unter anderem Talimarjan, Tollimarjon, Talimarjon Suv Ombori, Tallimarjon Suw Ombori und weitere.
Das Reservoir liegt 45 km südwestlich von der Stadt Qarshi bei Tolimarjon in der Viloyat Qashqadaryo nahe der Grenze zu Turkmenistan. Das Wasser fließt ihm durch den Qarshi-Kanal aus dem Amudarja zu, das heißt, der künstliche See liegt im sogenannten Nebenschluss. Er ist 14 km lang, im Durchschnitt 5,5 km breit und an der breitesten Stelle 7 km. Die durchschnittliche Tiefe ist 20 m, der tiefste Punkt ist 40 m tief. Die Fläche wird in zwei verschiedenen Quellen mit 77,4 oder 80,4 km² angegeben, der Stauinhalt beträgt 1530 Millionen Kubikmeter. Der See liegt am Rand des kultivierten Landes, dahinter beginnt die Wüste. Die flachen Ufer sind mit spärlicher Vegetation bewachsen. Das Wasser wird zur Bewässerung genutzt.
Es gibt zwei Dammbauwerke an dem Stausee. Sie wurden 1977 aus Erdschüttmaterial aufgebaut. Der südliche beim Zufluss ist 9745 m lang und hat eine maximale Höhe von 35 m. Der zweite Damm am nördlichen Ausgang ist 1000 m lang und hat eine maximale Höhe von 36 m. Die Absperrbauwerke gehören damit zu den längsten der Erde, siehe die Liste der größten Talsperren der Erde.